# Volvo B27
Volvo B27, Volvo B28 och Volvo B280 är Volvos versioner av PRV-motorn.
Konstruktionen var en V6-motor helt i lättmetall som utvecklades i ett samarbete mellan Peugeot, Renault och Volvo under 1970-talet. PRV-motorn som motorn också kallas är just en förkortning av Peugeot, Renault och Volvo. B27, B28 och B280 som Volvo kallade den monterades i Volvos 240 (GLT 6), 260 och 760/780-modeller under 70- och 80-talen.

## B27
Monterades i Volvo 264 och 265 samt 240 GLT 6 1975-1981, den fanns med antingen bränsleinsprutning (B27E, B27F) eller förgasare (B27A). Känd för att ha stora problem med fodersläpp. De flesta av dessa motorer återkallades och lagades på Volvoverkstäderna genom att man gjorde foderhöjning.

## B28
Något större motorvolym och en del mindre modifikationer, monterades i sena Volvo 240 GLT 6, Volvo 260 och tidiga Volvo 760.

## B280
Ytterligare några mindre justeringar, insprutning blev standard och katalysator fanns som tillval men blev senare standard, monterades i sena Volvo 760 och Volvo 780.